# Řád slávy (Afghánistán)
Řád slávy (paštunsky د عظمت امر‎) bylo státní vyznamenání Afghánské demokratické republiky založené roku 1982. Řád byl udílen občanům Afghánské demokratické republiky i cizím státním příslušníkům.

## Historie a pravidla udílení
Řád byl založen dne 17. května 1982. Udílen byl občanům státu i cizím státním příslušníkům, jednotlivcům i organizacím, podnikům, provinciím a městům. Udílen byl za vynikající státní a sociální aktivity, za velké úspěchy v rozvoji národní kultury, literatury a umění, za zvláště plodnou činnost při vzdělávání státních zaměstnanců a za bezvadnou práci ve státní správě zaměřené na všestranný rozvoj. Po zániku Afghánské demokratické republiky byl řád roku 1992 zrušen.

## Insignie
Řádový odznak má tvar pravidelné osmicípé hvězdy s cípy tvořenými různě dlouhými konvexními postříbřenými paprsky. Uprostřed je velký kulatý medailon s lemem tvořeným třemi kroužky v barvě zelené, červené a černé, které tak odpovídají barvám afghánské vlajky. Pozadí medailonu je modře smaltované. Uprostřed je symbol srpu a kladiva ležících na otevřené knize. Nad nimi je malá červeně smaltovaná pěticípá hvězda. Ve spodní části ústřední motiv z obou stran obklopuje otevřený zeleně smaltovaný vavřínový věnec. Odznak je připojen pomocí jednoduchého očka ke kovové destičce ve tvaru pětiúhelníku.
Stuha z hedvábného moaré široká 24 mm pokrývá kovovou destičku ve tvaru pětiúhelníku. Stuha je modrá se třemi bílými proužky širokými 1,5 mm uprostřed.